# Abengoa
Abengoa (BMAD ABG) és una multinacional espanyola, fundada el 4 de gener de 1941 amb un capital social de 180.000 pessetes, que agrupa una sèrie d'empreses en les àrees d'energia, telecomunicacions, transport i medi ambient. Fundada per Javier Benjumea, té la seu a Sevilla en Centro Tecnológico Palmas Altas.
El dia 2 de gener del 2008 va començar a cotitzar dins de l'índex IBEX 35. Segons la seva pròpia autodefinició, Abengoa és una empresa tecnològica que aplica solucions innovadores per al desenvolupament sostenible en els sectors d'infraestructures, medi ambient i energia.
Les seves vendes i fluxos bruts en 2006 de 2.677,2 i 287,9 milions d'euros respectivament i està present en més de 70 països dels 5 continents, amb una plantilla de més de 13.000 treballadors.
Actualment, treballa en 5 grups de negocis: 
- Solar (Abengoa Solar)
- Bioenergia (Abengoa Bioenergy), únic actor en els principals mercats mundials, Brasil, EUA i Europa
- Serveis Mediambientals (Befesa, Bilbao, borsa de Bilbao)
- Enginyeria i Construcció Industrial (Abeinsa)

Fins al desembre del 2011 va ser accionista majoritari de Telvent, que posteriorment passa a ser propietat de Schneider Electric amb el 97% de les accions.
El 24 de novembre de 2015, l'empresa anuncià que sol·licitava el preconcurs de creditors després del fracàs en la cerca del capital necessari per a continuar funcionant. En aquest moment, amb un deute de 9.000 milions d'euros, el seu passiu arribava als 27.300 milions d'euros al tancament del mes de setembre anterior. L'endemà, les seves accions van perdre un 54% a borsa espanyola i al voltant d'un 50% al NASDAQ.